# Muzeum Narciarstwa w Oslo

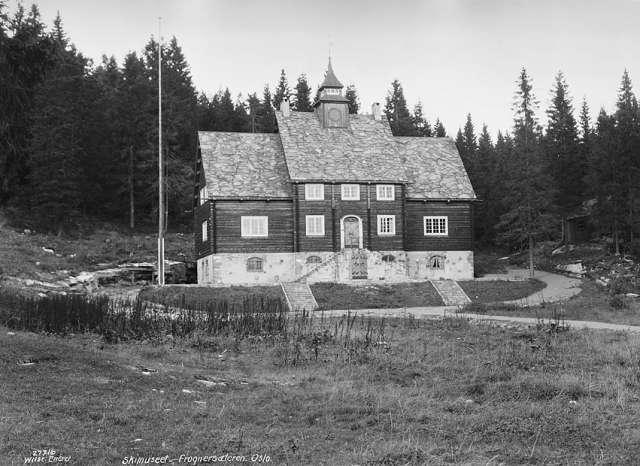
Muzeum Narciarstwa w Oslo (1925)

Muzeum Narciarstwa w Oslo (nor. Skimuseet i Holmenkollen) – najstarsze na świecie muzeum poświęcone narciarstwu. Zostało założone w 1923 r. Znajduje się u podstawy skoczni Holmenkollbakken.
W muzeum zgromadzono eksponaty ukazujące rozwój narciarstwa, począwszy od malowideł naskalnych z epoki kamienia, przez narty używane przez wikingów, aż do dziś. Jest to okres obejmujący około 4000 lat. W muzeum znajduje się sprzęt używany przez wyprawy Fridtjofa Nansena i Roalda Amundsena.